# Famille Assad
La famille el-Assad (ou al-Assad, en arabe : عَائِلَة الْأَسَد ʿāʾilat al-ʾAsad) parfois surnommée « clan Assad », a dirigé la Syrie avec Hafez el-Assad qui a été au pouvoir à partir de 1970 après un coup d'État, puis avec son fils Bachar el-Assad qui lui succède après sa mort en 2000, grâce à une modification de la constitution syrienne. Il reste au pouvoir jusqu'au 8 décembre 2024 lorsqu'il est renversé et qu'il prend la fuite. Elle a établi un régime autoritaire à totalitaire sous le contrôle du parti Baas syrien.
Les Assad sont originaires de Qardaha, à l'est de Lattaquié dans le nord-ouest de la Syrie. Ils sont de confession alaouite et appartiennent à la tribu Kalbiyya. Le nom de famille remonte à 1927, quand Ali Sulayman change son nom de famille en « el-Assad », nom arabe signifiant « le lion ». Tous les membres de la famille élargie Assad descendent d'Ali Sulayman et de sa deuxième épouse Naissa, qui viennent d'un village des montagnes d'An-Nusayriyah.
La religion de la famille el-Assad est une branche de l’Islam chiite, l'alaouisme. Le pouvoir syrien avait été entre 1971 et 2024 monopolisé dans les mains de cette minorité religieuse. Cependant avec la guerre civile syrienne, une partie de la communauté alaouite prend ses distances avec le régime Assad.
Les liens familiaux sont très importants dans la politique syrienne. Plusieurs membres de la famille proche de Hafez el-Assad et Bachar el-Assad ont occupé et occupent des postes importants au sein du gouvernement, de l'armée et des services de renseignement,,.

## Origine
La famille Assad descend de Sulayman el-Wahhish, le grand-père de Hafez, qui vivait dans les montagnes du nord de la Syrie dans le village de Qardaha. Les habitants l'auraient surnommé Wahhish, arabe pour « bête sauvage », parce qu'il était physiquement fort et bon combattant. El-Wahhish reste le nom de famille jusqu'aux années 1920 quand il est changé en El-Assad, nom arabe signifiant « le lion ». En raison de sa force et de son adresse au tir, Sulayman est reconnu dans son village. Au début de la Première Guerre mondiale, le gouverneur ottoman du Vilayet d'Alep envoie des troupes dans la région pour collecter des impôts et rassembler des recrues. Les troupes auraient été repoussées par Sulayman et ses amis armés seulement de sabres et de vieux fusils. Parce que Sulayman était respecté, il était un médiateur local entre les familles en querelle. Il était également l'un des chefs locaux qui étaient les dirigeants de facto de la région. Les chefs des familles puissantes assuraient la protection de leurs voisins et en retour gagnaient en loyauté et respect.

### Changement de nom de famille
Le père de Hafez el-Assad, Ali Sulayman el-Assad (1875–1963) a hérité de nombreuses caractéristiques de son père et devient très respecté parmi les habitants. Pour ses réalisations, il est surnommé el-Assad, « le lion », par les habitants. Il a fait de son surnom un nom de famille en 1927. Ali Sulayman se marie deux fois et a onze enfants sur plus de trois décennies. Sa première épouse Sa'ada est originaire du district de Haffeh. Ils avaient trois fils et deux filles. Sa deuxième épouse, Na'isa, a vingt ans de moins que lui. Elle est la fille d'Uthman Abbud du village d'Al-Qutailibiyah, une douzaine de kilomètres plus haut sur la montagne. Ils ont une fille et cinq fils. Hafez naît le 6 octobre 1930, il est le quatrième[pas clair] enfant.

## La famille de Hafez

### Hafez el-Assad

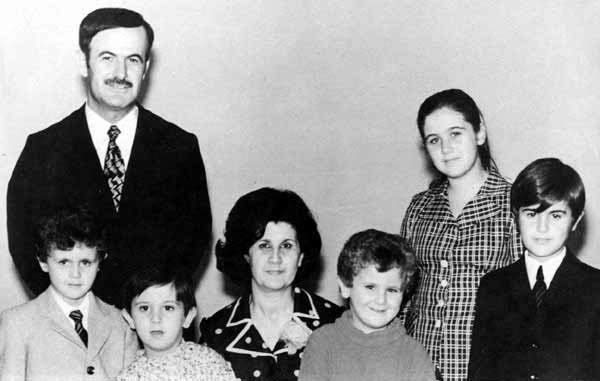
Le président Hafez el-Assad avec sa famille au début des années 1970. De gauche à droite : Bachar, Maher, sa femme Anissa Makhlouf, Majid, Bouchra et Bassel.

- Hafez el-Assad (1930-2000). Président de la Syrie de 1971 à 2000.
Anissa Makhlouf (1930-2016), épouse de Hafez et ancienne Première dame[13].
  - Bouchra el-Assad, meurt en bas âge avant 1960[14].
  - Bouchra al-Assad (née en 1960), pharmacienne, mariée et a cinq enfants avec[15] le général Assef Chaoukat (1950-2012), ancien chef adjoint d'état-major de l'armée syrienne et ancien chef du renseignement militaire, tué le 18 juillet 2012 dans un attentat à Damas.
  - Bassel al-Assad (1962–1994), candidat prévu à la succession de son père, mais il décède dans un accident de voiture[16].
  - Bachar el-Assad (né en 1965), président de la Syrie de 2000 à 2024. Avant la mort de Bassel, il était ophtalmologiste. Il est marié à Asma al-Assad (née en 1975), Première dame de Syrie qui joue un rôle public de premier plan et tire d'énormes profits via les associations humanitaires[17]. Avant d'être mariée, elle était banquière d'investissement. Ils ont trois enfants[6].
  - Majid el-Assad (1966-2009), ingénieur électricien avec des antécédents signalés de graves problèmes mentaux[réf. nécessaire]. Décédé après une longue maladie non précisée[18],[19],[20] à Damas le 12 décembre 2009. Marié à Ru'a Ayyoub (née en 1976), ils n'avaient pas d'enfants[21].
  - Maher al-Assad (né en 1967), commandant de la Garde républicaine, également connue sous le nom de Garde présidentielle, et de la quatrième division blindée d'élite de l'armée, qui, avec la police secrète syrienne, forme le noyau des forces de sécurité du pays[22]. Il est également membre du commandement central du parti Baas. Il est marié depuis 2003  à Manal al-Jadaan[23] et a deux filles[24]. Il aurait été gravement handicapé lors d'un attentat à la bombe en 2012 à Damas pendant la guerre civile syrienne[25],[26]. Il a frappé Assef Shawkat à l'estomac en octobre 1999, lors d'une dispute. Maher est également connu comme le plus impitoyable de la famille al-Assad, avec une personnalité agressive et incontrôlable. Il est impliqué dans de nombreux massacres de la guerre civile syrienne[27],[7].

## Frères et sœurs de Hafez

### Jamil el-Assad

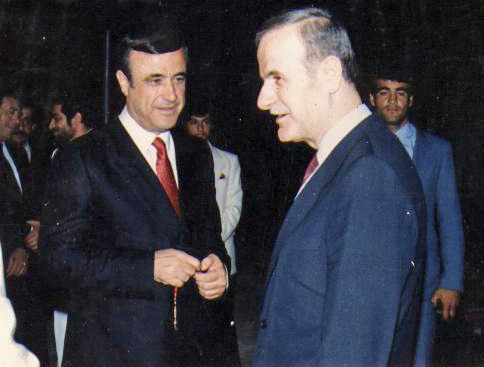
Rifaat al-Assad et Hafez au début des années 1980

- Jamil al-Assad (1932-2004), parlementaire et commandant d'une milice, politiquement marginalisé des années avant sa mort[6]. Parmi ses enfants :
  - Mundhir (ou Munzer) al-Assad (né en 1961). Il est arrêté en 2005 à l'aéroport de Beyrouth alors qu'il entre au Liban. Il aurait été impliqué dans le trafic d'armes vers les insurgés irakiens[28]. En 2011, l'UE le sanctionne pour sa participation de ses milices chabbiha dans la répression des manifestants pendant la guerre civile syrienne[24],[29].
  - Fawaz al-Assad (1962-2015), considéré comme le premier vrai chabbiha, à l'origine du sens connu aujourd'hui au mot chabbiha et au concept de « tashbeeh » (le fait d'agir comme un voyou)[30],[31]. Il est sanctionné en 2011 par l'UE pour être impliqué avec la milice chabbiha dans la répression violente des manifestants pendant la révolution puis la guerre civile syrienne.
  - Une de ses filles est mariée à Yarob Kanaan, fils de Ghazi Kanaan (1942-2005) qui s'est officiellement suicidé en 2005, pendant son mandat de ministre de l'Intérieur. Les Kanaans viennent de la tribu Kalabiyya[32].

### Rifaat al-Assad
Rifaat al-Assad (né en 1937). Ancien chef de la sécurité et puissant commandant des Brigades de Défense (en), responsable du massacre de Tadmor et du massacre de Hama en 1982. Après avoir tenté un coup d'État en 1987 contre son frère Hafez, il s'exile en France puis vit à Londres. Il est condamné pour « blanchiment en bande organisée de détournement de fonds publics syriens ». Il a quatre épouses : 
- Amira al-Assad, une cousine[32]
- Sana' Makhlouf, de la belle-famille de Hafez
- Rajaa Bakrat, d'une riche famille sunnite damascène
- Lina al-Khayer, belle-sœur du défunt roi saoudien Abdallah ben Abdelaziz

Rifaat a un certain nombre d'enfants issus de ces mariages, notamment :
- Ribal al-Assad, né en 1975, qui vit à l'étranger depuis l'âge de neuf ans, actuellement aux États-Unis. Dans une interview en 2010, il nie l'implication de son père dans le massacre de Hama ainsi les liens de sa famille avec Abdel Halim Khaddam ou Ghazi Kanaan.
- Siwar al-Assad, né en 1975.
- Somar el-Assad, soutient activement son père dans son opposition à Bachar.
- Lamia, mariée à 'Ala el-Fayad, le fils de Shafiq el-Fayad, ancien général syrien[28] ,[35].
- Mudar el-Assad, marié à May Haydar, fille du multimillionnaire syrien Muhammad Haydar[36].
- Duraid el-Assad, marié à Rhasa Khazem[37].
- Tumadhir, marié à Mu'ein Nasef Kheir Bek, également de la tribu Kalabiyya et apparenté à Mohammed Nasif Kheirbek, qui est indirectement liée par le mariage et le sang à Abd al-Halim Khaddam, Rafik Hariri et à la famille el-Atassi, influente famille de Homs.

### Famille Shalish
- La sœur de Hafez el-Assad s'est mariée dans la famille Shalish, famille qui, par l'intermédiaire du cousin paternel, le général Dhu el Himma el-Shalish, maintient un niveau d'influence important dans le gouvernement de Bachar el-Assad. Les Shalish sont principalement actifs dans les secteurs de l'automobile et de la construction. Les renseignements américains signalent également que la famille Shalish est engagée dans un large éventail d'activités illicites, notamment la contrebande et le blanchiment d'argent[38].
  - le général Dhu el-Himma Shalish (né en 1956), cousin de Bachar el-Assad, chef de la sécurité présidentielle, il fait partie du cercle restreint de la direction du gouvernement de Bachar al-Assad[7],[39]. Il est sanctionné par le gouvernement américain pour avoir fourni des armes à Saddam Hussein et à son gouvernement[40]. Le 24 juin 2011, l'UE le sanctionne pour sa participation aux violences contre des manifestants[41].
    - Asef Isa Shalish, neveu de Dhu al-Himma, directeur de SES, entreprise impliquée dans le commerce d'armes avec l'Irak et l'Iran[18] ,[35],[42].

  - Riyad Shalish est un cousin de Bachar el-Assad et le directeur de l'organisation gouvernementale de construction Military Housing Establishment, qu'il a réussi à transformer dans les années 1990 en sa propre entreprise. Il a fait fortune dans la construction et la passation de marchés en Syrie impliquant des projets à grande échelle financés par d'autres États arabes. Le 24 juin 2011, l'UE le sanctionne pour avoir financé le régime afin de réprimer les manifestants[43].

### Ahmed el-Assad
- Ahmed el-Assad est un demi-frère aîné de Hafez el-Assad (de la première épouse d'Ali Sulayman, Sa'ada)[44].
  - Anwar el-Assad,
    - Hilal el-Assad, président de la Syrian Arabian Horse Association. Chef des Forces de défense nationale du gouvernorat de Lattaquié, il est tué le 22 mars 2014 lors de la bataille de Kassab[45],[46].
      - Suleiman Hilal el-Assad, le fils de Hilal. Il est arrêté en août 2015 pour avoir tué un officier de l'armée syrienne, le colonel Hassan al-Cheikh, qui ne pas l'avait pas laissé passer devant lui lors d'un embouteillage entre Lattaquié et Qardaha[47],[48]. Condamné en 2016 à 20 ans de prison, il est libéré en 2020[49]. Il aurait été tué à Lattaquié le 8 décembre 2024, au moment de la chute du régime Assad[50],[49].

    - Hael el-Assad, chef de la police militaire de la 4e division blindée de l'armée, dont le commandant officiel est le général Ali Ammar, mais dont le commandant de facto est Maher el-Assad. Il est également le directeur de la prison dans laquelle Maher el-Assad maintient ses prisonniers personnels hors de la juridiction de l'État.
    - Haroun el-Assad, est un élu municipal du village de Qardaha.
    - Daad el-Assad, est mariée au général Zouheir el-Assad, né en 1958, et cousin éloigné. Le général Zouheir al-Assad commandait le 90e régiment, une unité d'environ 10 000 hommes, chargée de protéger la capitale.
      - Karam el-Assad, dirige un groupe de chabbiha, avec lequel il a mené un assaut contre les manifestations pacifiques pendant la « nuit du destin ». L'agression a fait deux morts et des dizaines de blessés.

### Ibrahim el-Assad
- Ibrahim el-Assad, est un demi-frère aîné de Hafez el-Assad de la première épouse d'Ali Sulayman, Sa'ada. Il est marié à Umm Anwar qui a repris l'entreprise de contrebande de son fils Malek[51].
  - Malek el-Assad a été le premier passeur connu de la famille Assad.

### Autres
À propos des frères et sœurs de Hafez décédés tôt : Bayat, Bahijat et une sœur inconnue, sur lesquels très peu d'information sont connues.

## Les frères et sœurs d'Anissa Makhlouf

### Famille Makhlouf
Les Makhlouf appartiennent à la tribu alaouite Haddad, Hafez et Rifaat sont liés par le mariage aux Makhloufs. La famille Makhlouf, est passée de débuts modestes pour devenir le conseiller financier de Hafez al-Assad après que l'ancien président ait épousé une sœur Makhlouf. La famille, dirigée par Mohammad Makhlouf, a établi un vaste empire financier dans les secteurs des télécommunications, de la vente, des banques, de la production d'électricité, du pétrole et du gaz. La richesse de la famille est estimée en 2010 à au moins cinq milliards de dollars,.
- Muhammad Makhlouf (né en 1932), a fait fortune, tant par la gestion de sociétés d'État que par le secteur privé[54]
  - Rami Makhlouf (né en 1969), homme d'affaires et principal propriétaire de SyriaTel[18]. Selon le Financial Times, il contrôlait jusqu'à 60% de l'économie du pays grâce à son réseau d'intérêts commerciaux qui comprennent les télécommunications, le pétrole et le gaz, la construction, les banques, les compagnies aériennes et la vente au détail. Il est considéré comme la branche commerciale du régime Assad[24]. Des sources du gouvernement américain rapportent que Rami Makhlouf a utilisé les services de sécurité syriens et sa relation personnelle avec le président Assad pour menacer et voler des entreprises prometteuses à d'autres hommes d'affaires[38]. Il est considéré comme l'homme le plus riche de Syrie avec près de 5 milliards de dollars[55].
  - Col. Hafez Makhlouf (1971), directeur adjoint de la Direction générale de la sécurité et chef du renseignement de la branche de Damas[56],[57],[58],[59]. Il travaille sous Ali Mamlouk mais jouit d'une influence beaucoup plus grande sur son cousin, Bachar al-Assad. Avec Maher al-Assad, Assef Chaoukat et Dhu al-Himma Shalish, il forme le cercle proche du président[60].
  - Iyad Makhlouf (né en 1973), jumeau d'Ihab Makhlouf, officier de la Direction générale de la sécurité. L'UE le sanctionne pour sa participation aux violences contre la population civile pendant la guerre civile syrienne[29]. Il aurait été blessé le 8 décembre 2024 dans la fusillade qui a tué son frère, alors qu'il tentait de fuir Damas après la chute du régime[61].
  - Ihab Makhlouf (1973-2024), jumeau d'Iyad, vice-président de SyriaTel et gérant de la société américaine de Rami Makhlouf. L'UE le sanctionne pour avoir financé le régime Assad et permis la violence contre les manifestants. Il serait responsable des unités de tireurs d'élite utilisées pour tirer sur les manifestants lors du soulèvement[62]. Il aurait été tué le 8 décembre 2024 sur la route entre Damas et Beyrouth alors qu'il tentait de fuir la Syrie après la chute du régime[61].
- Fatima Makhlouf, sœur d'Anissa Makhlouf, mariée à Alaa Najib :
  - Atef Najib, ancien chef de la direction de la sécurité politique à Deraa[63]. L'UE le sanctionne pour sa participation aux violences contre les manifestants au printemps 2011. Il est arrêté le 31 janvier 2025 à Lattaquié par les forces du gouvernement de transition syrien[64].
- Le général Adnan Makhlouf, cousin germain d'Anissa, ancien commandant de la garde républicaine[65]

## Les cousins d'Hafez
- Namir el-Assad, aurait établi avec Rifaat el-Assad dans les années 1980 la chabbiha qui contrôlait les réseaux de contrebande organisés, ancrée dans le port de Lattaquié[66].
- Adnan el-Assad, chef de la milice Struggle Companies à Damas[67].
- Muhammad Tawfiq el-Assad, un autre dirigeant des Struggle Companies. Il est tué dans un conflit avec une personne puissante sur le contrôle dans la région d'al-Qerdaha de la province de Lattaquié, le 14 mars 2015[68].
  - Hussein Tawfiq el-Assad, fils de Muhammed. Il reprend le réseau criminel de son père et le réorganise en une unité paramilitaire, les Lions de Hussein[69].
- Gen. Shafiq Fayyad, cousin de Hafez par sa tante dans le village d'Ayn el-Arus à Jableh. Commandant de la 7e division d'infanterie mécanisée 1973-1978[70]. Commandant de la 3e division blindée depuis 1978[71]. Aurait été frappé d'incapacité en 1991-1992 en raison d'une crise cardiaque. Batatu le décrit comme un général de corps d'armée.

## D'autres proches
- Numeir el-Assad, cousin au deuxième degré des enfants de Hafez, dirigeait les Chabiha à Lattaquié[6]
- Nizar el-Assad, un cousin de Bachar al-Assad. Il était à la tête de la société Nizar Oilfield Supplies. Il est sanctionné par l'UE pour avoir été très proche des principaux responsables gouvernementaux et pour avoir financé les chabbiha dans la région de Lattaquié[41].

## Activités
La famille Assad, régulièrement qualifiée de clan, notamment en raison de son fonctionnement népotique et des relations de rivalités et de corruption internes qui lui vaut parfois le qualificatif de mafia ou de réseau mafieux. Les membres du clan Assad sont essentiellement impliquée dans la politique, dans les services de renseignement syriens, dans l'armée et les milices chabihas, ainsi que dans diverses activités lucratives, notamment la production et le trafic de captagon, qui s'accentue dès 2011, ce qui vaut au clan — ou au « régime Assad » — d'être considéré comme « au cœur d'un cartel », ou qualifié de cartel de la drogue en soi,,,,,,,,.

## Généalogie
- Ali (1875-1963)
  - Hafez (1930-2000) x Anissa Makhlouf (1930-2016)
    - Bouchra (?-?)
    - Bouchra (1960-) x Assef Chaoukat (1950-2012)
    - Bassel (1962-1994)
    - Bachar (1965-) x Asma Fawaz Akhras (1975-)
      - Hafez Bachar (2001-)
      - Zein
      - Karim

    - Majid (1966-2009)
    - Maher (1967-)

  - Jamil (1933-2004)
    - Fawaz
    - Munzer

  - Rifaat (1937-)
    - Siwar (1975-)
    - Ribal (1975-)

## Pour approfondir